# Богушевский, Николай Казимирович
Николай Казимирович Богушевский (Богушев-Богушевский) (18 мая 1851, с. Должицы, Гдовский уезд, Санкт-Петербургская губерния — 10 июня 1891, с. Мелетово, Псковская губерния) — российский археолог польского дворянского происхождения, коллекционер, библиофил, библиограф.

## Биография
Николай Богушевский родился в отцовском имении Должицы. Происходил из польского дворянского рода баронов Богушевских (Богушев-Богушевских). Отцом был Казимир Антонович, мать — Наталья Александровна. С малых лет началось его путешествие. Первоначальное образование получил в Женеве (Швейцария). Затем переехал в Лондон (Англия), где с 1865 года обучался в Итонском колледже, а также слушал лекции в Кембриджском и Оксфордском университетах. Завершил своё образование в Гейдельбергском университете в Германии. В Россию вернулся в 1870 году.
Некоторое время служил чиновником, но по состоянию здоровья вскоре вышел в отставку. В начале 1970-х годов работал в Археологической комиссии Псковского губернского статистического комитета. Занимался составлением археологической карты Псковской губернии. Вёл переписку с Г. Шлиманом, был знаком с В. Гюго.
Был действительным членом Императорских Русского и Московского археологических обществ, Псковского археологического общества, почётным членом Дерптского университетского общества, Великобританского королевского общества, вице-президентом Британского топографического общества, покровителем Лейпцигского национального музея для изучения быта народов.
В конце своей жизни Богушевский стал священником в селе Мелетово. У него было слабое здоровье, в 1891 году он тяжело заболел и умер. Был похоронен при церкви Успении в том же селе.

## Коллекция
В 1970-80-е гг. активно собирал рукописи, автографы, рисунки, книги, медали и монеты. Особенно много было собрано автографов. На 1884 году в наличии у него было 12 тыс. экземпляров. В личном собрании были автографы Фридриха Великого, Петра I, Екатерины II, Людовика XVI, Наполеона I, В. А. Моцарта, Л. Бетховена, Г. Шлимана, В. Гюго, Р. Бёрнса, И. В. Гёте, А. С. Пушкина, Н. В. Гоголя, И. И. Шишкина, О. А. Кипренского, Д. В. Давыдова, А. В. Суворова, А. А. Бестужева и др.
Некоторая часть была опубликована в журнале «Русская старина». Однако большинство коллекции сгорело в 1884 году при пожаре в Покровском имении Николая Богушевского (восстановить к 1888 году удалось 3 тыс.). После смерти Николая Богушевского, коллекция перешла к его сестре Ольге.

## Семья
- Дед по матери — Александр Алексеевич Назимов.
- Отец — Казимир Антонович (ум. 1884 г.).
- Мать — Наталья Александровна (ум. 1891 г.).
- Сёстры — Мария и Ольга.
- Дети — Евгений

## Основные работы
- Богушевский Н. К. Заметка о селе Выбутах (Лыбутах), родине Святой Великой Княгини Ольги Российской // Труды III Археологического Съезда. 1874. — М., 1878. — Т. II. — С. 139—144.
- Богушевский Н. К. Исторические черты о бывшем рыцарском замке Нейгаузен // Псковские губернские ведомости. — 1874. — № 6—10.
- Богушевский Н. К. О мелётовской церкви // Псковские губернские ведомости. — 1876.
- Богушевский Н. К. Отчёт о раскопках курганов в имении Заполье // Известия Императорского Русского Археологического Общества. — СПб. — Т. IV. — С. 322.
- Богушевский Н. К. Церковь Успения в Мелетове // Псковские губернские ведомости. — 1876. — № 18, 19, 25, 26, 31.
- Богушевский Н. О селе Выбутах (Лыбутах), родине Святой Великой Княгини Ольги Российской, Логазовской волости Псковского уезда // Псковские губернские ведомости. — 1879. — № 3. (перепечатано в Святыни и древности Псковского уезда: По дореволюционным источникам / Состав., вступ. ст. Н. Ф. Левин. — Псков, 2006. — С. 27—34.)
- Богушевский Н. Посещение развалин прежнего немецкого гостиного двора 15 мая 1873 года // Псковские губернские ведомости. — 1873. (перепечатано в Псковские хроники. — Псков, 2002. — Вып. 3. — С. 160—162.)